# Triptyque des Monts et Châteaux
El Triptyque des Monts et Châteaux és una cursa ciclista per etapes que se celebra l'abril a Hainaut (Bèlgica). Creada el 1996, va ser amateur fins a la seva entrada al calendari de l'UCI Europa Tour el 2005. Sebastien Rosseler i Jasper Philipsen, amb dues victòries, són els ciclistes que més vegades l'han guanyat.

## Llista de guanyadors
| Any  | Vencedor           | Segon                 | Tercer                |
| ---- | ------------------ | --------------------- | --------------------- |
| 1996 | Davy Dubbeldam     | Danny Van der Massen  | Edward Farenhout      |
| 1997 | Michel Vermote     | Christophe Coppieters | Guy Van Broekhoven    |
| 1998 | Marcel Duijn       | Geoffrey Demeyere     | Jehudi Schoonacker    |
| 1999 | Mathew Hayman      | Marc Goetschalckx     | Stephan Schreck       |
| 2000 | Stijn Devolder     | Erwin Van Der Auwera  | Vincent van der Kooij |
| 2001 | Andrei Kàixetxkin  | Kevin De Weert        | Sébastien Rosseler    |
| 2002 | Sébastien Rosseler | Mikhaïl Timoixin      | Johan Vansummeren     |
| 2003 | Sébastien Rosseler | Jurgen Van den Broeck | Niels Scheuneman      |
| 2004 | Thomas Dekker      | Bastiaan Giling       | Rory Sutherland       |
| 2005 | Marc de Maar       | Heath Blackgrove      | Benoît Sinner         |
| 2006 | Lars Boom          | Dmitri Kozontxuk      | Huub Duyn             |
| 2007 | Tom Leezer         | Martijn Maaskant      | Kevyn Ista            |
| 2008 | Thomas De Gendt    | Jan Bakelants         | Sven Van Den Houte    |
| 2009 | Kris Boeckmans     | Romain Zingle         | Jan Ghyselinck        |
| 2010 | Jetse Bol          | Taylor Phinney        | Wilco Kelderman       |
| 2011 | Tom Dumoulin       | Jonathan Dufrasne     | Vegard Stake Laengen  |
| 2012 | Bob Jungels        | Ivar Slik             | Marc Goos             |
| 2013 | Fábio Silvestre    | Lawson Craddock       | Jeroen Lepla          |
| 2014 | Owain Doull        | Tiesj Benoot          | Alex Kirsch           |
| 2015 | Lilian Calmejane   | Owain Doull           | Maxime Farazijn       |
| 2016 | Mads Würtz Schmidt | Jonathan Dibben       | Maximilian Schachmann |
| 2017 | Jasper Philipsen   | Edward Dunbar         | Neilson Powless       |
| 2018 | Jasper Philipsen   | Stan Dewulf           | William Barta         |
| 2019 | Mikkel Bjerg       | Ian Garrison          | Thomas Pidcock        |
| 2022 | Enzo Paleni        | Per Strand Hagenes    | Stian Fredheim        |